# Pulce
Pulce (ukr. Пільце) – wieś na Ukrainie, w rejonie lwowskim (wcześniej w rejonie żółkiewskim) obwodu lwowskiego. Wieś liczy około 382 mieszkańców.
Do połowy wieku XIX Pulce były przysiółkiem Kamionki Wołoskiej.